# Хани (станция)
Ха́ни — железнодорожная станция Тындинского региона Дальневосточной железной дороги, на Байкало-Амурской магистрали. Расположена в посёлке Хани Нерюнгринского района Якутии.
Западнее станции, на перегоне Хани — разъезд Олонгдо (1861,8 километр БАМа), находится граница с Северобайкальским регионом Восточно-Сибирской железной дороги. 
По основному характеру работы является промежуточной, по объёму работы отнесена к 3 классу. На станции одна пассажирская боковая низкая платформа и пассажирское здание.

## История
Станция и посёлок названы по реке Хани.
Станцию и железнодорожные пути строили: с запада СМП-576 управления строительства «БАМстройпуть», с востока СМП-596 УС «БАМстройпуть». 13 мая 1982 года было уложено «серебряное» звено и прибыл первый рабочий поезд.
До переформирования в регионы 1 октября 2010 года относилась к Тындинскому отделению Дальневосточной железной дороги.

### Перспективы развития
Планируется строительство железнодорожной линии длиной 450 км до Олёкминска.

## Дальнее сообщение

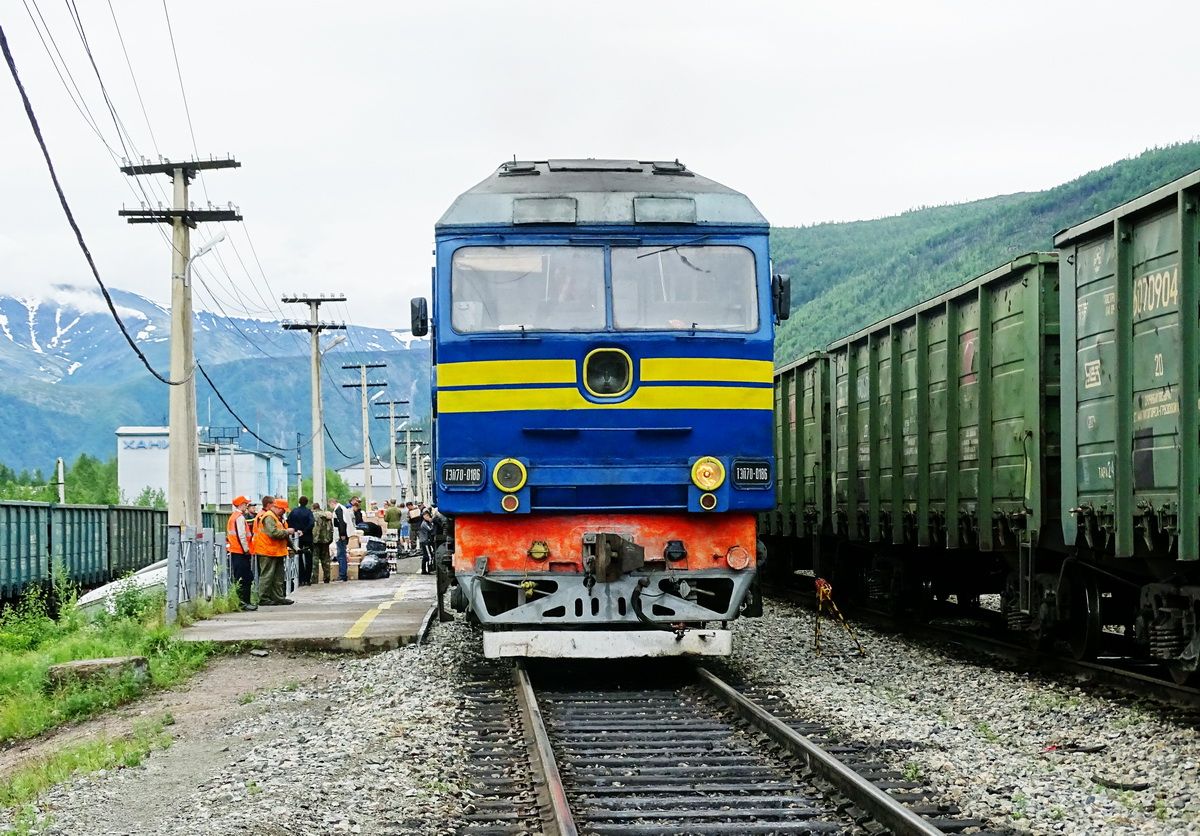
Тепловоз ТЭП70 с пассажирским поездом на станции

### Круглогодичное движение поездов
| № поезда | Маршрут движения   | № поезда | Маршрут движения   |
| -------- | ------------------ | -------- | ------------------ |
| 75       | Нерюнгри — Москва  | 76       | Москва — Нерюнгри  |
| 97       | Тында — Кисловодск | 98       | Кисловодск — Тында |

### Сезонное движение поездов
| № поезда | Маршрут движения | № поезда | Маршрут движения |
| -------- | ---------------- | -------- | ---------------- |
| 235      | Тында — Анапа    | 236      | Анапа — Тында    |